# Alfamén
Alfamén è un comune spagnolo di 1 402 abitanti situato nella comunità autonoma dell'Aragona.